# Desfilada de núvies

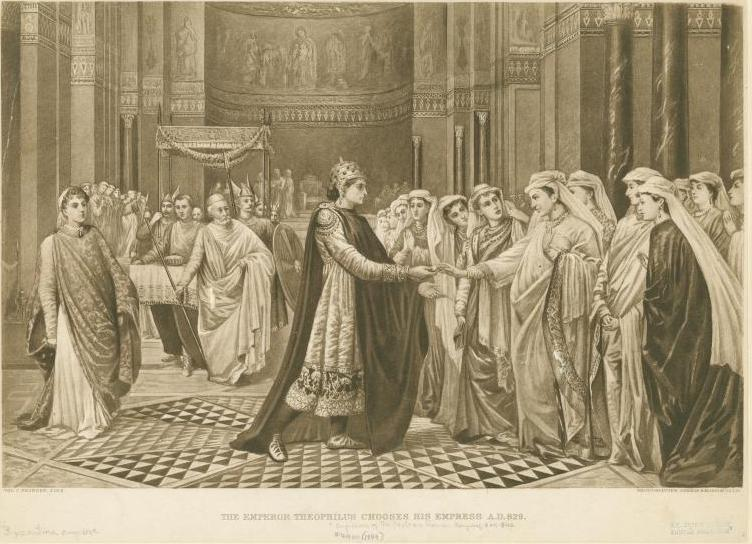
Representació moderna de l'elecció de Teòfil

La desfilada de núvies era una costum dels emperadors romans d'Orient i dels tsars russos de triar una dona en una mostra de les donzelles més belles del país. També existia una pràctica similar a la Xina Imperial.

## Imperi Romà d'Orient

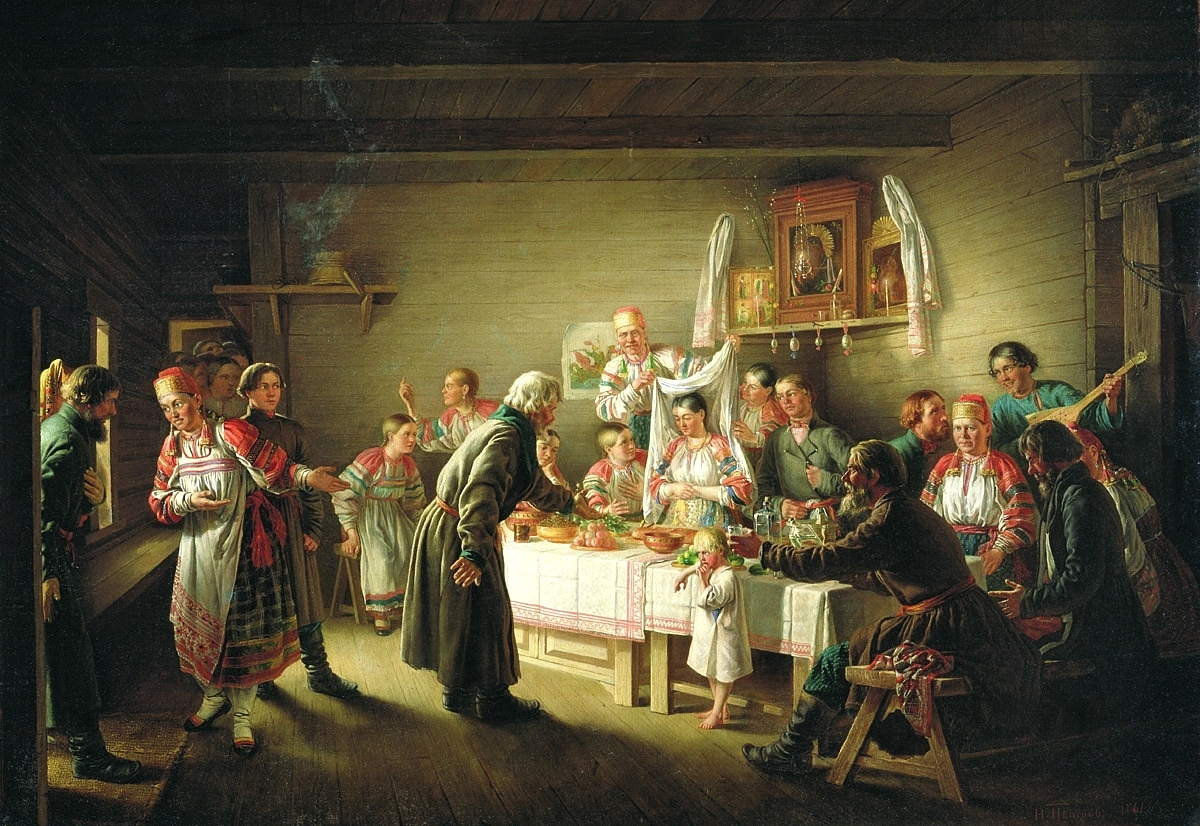
Pintura de Nikolai Petróvitx Petrov de 1861, l'escena mostra l'antiga tradició de la desfilada de núvies que esdevingué comú a la Rússia moscovita arrel de l'estret intercanvi cultural amb l'Imperi Romà d'Orient.

Se sap que el mètode per seleccionar una núvia per a l'emperador mitjançant aquest mètode es va utilitzar, com a mínim, a partir del segle viii. Irene d'Atenes probablement va ser escollida per Lleó IV el Khàzar a través d'aquest mètode, encara que no hi ha seguretat històrica al respecte.
La primera desfilada de núvies que es troba enregistrada pels romans d'Orient és de l'any 788, en la qual Maria d'Àmnia va ser seleccionada per a l'emperador Constantí. El mètode es va utilitzar de manera regular durant els segles viii i ix. Entre les desfilada de núvies més importants es troba aquella en la qual Teòfil seleccionà Teodora i rebutjà Cassiana.
Tanmateix, no es confirma que cap de les emperadrius a partir del segle x hagi estat seleccionada d'aquesta manera, i la costum segurament ja havia mort al segle xiii.

## Xina imperial
La Xina imperial va practicar un mètode similar per a triar esposes per a l'emperador almenys a partir de la dinastia Song (960-1279) en endavant. En aquest cas no només se seleccionava l'emperadriu, sinó també les diverses consorts i concubines de rang inferior de l'emperador. Durant la dinastia Qing (1644-1912), les filles de les famílies d'elit eren convocades al palau imperial abans del matrimoni per a la seva inspecció, i l'emperador les seleccionava per a convertir-les en la seva emperadriu, consorts imperials secundàries o concubines. Finalment, s'alliberava aquelles que no havien estat seleccionades perquè es poguessin casar.

## Rússia moscovita

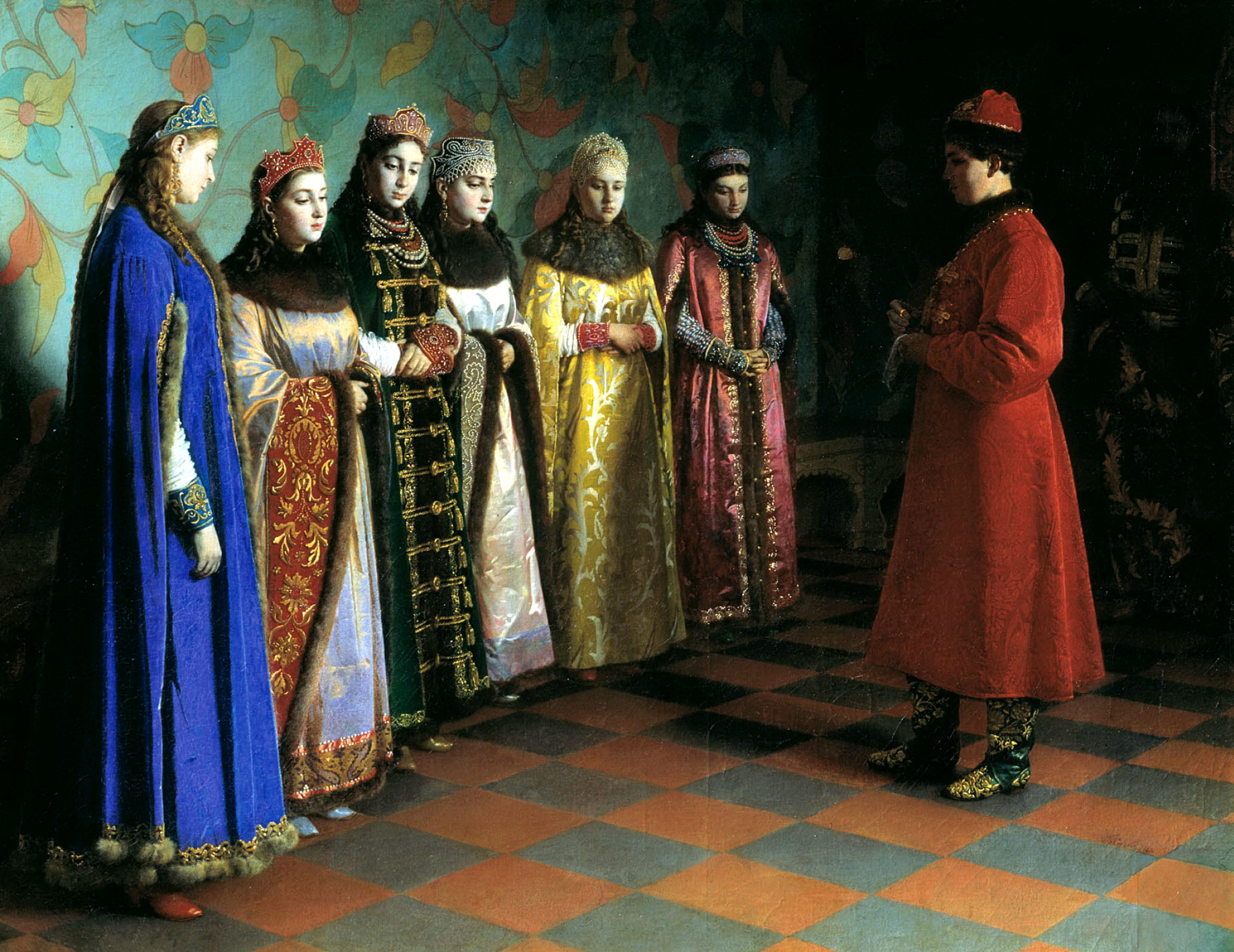
pintura de Grigory Sedov, de 1882, del tsar Aleix de Rússia elegint la seva esposa l'any 1648.

El mètode romà d'Orient es va traslladar a la Rússia moscovita, on es va convertir en el mètode tradicional per seleccionar una núvia de la noblesa boiara per al tsar a la cultura russa contemporània, on els terem apartaven les dones de l'aristocràcia dels homes.
El mètode es va utilitzar regularment als segles xvi i xvii. Aquest va ser el cas de les tres esposes d'Ivan IV de Rússia. La primera vegada que es va registrar amb seguretat aquest mètode va ser el 1505, quan Solomonia Sabúrova va ser seleccionada per Basili III de Moscou d'aquesta manera. El mètode va ser introduït per la mare romana d'Orient de Basili, Sofia Paleòloga.
La darrera vegada que es va celebrar una desfilada de núvies per concertar un matrimoni amb un tsar rus va ser el d'Ivan V de Rússia amb Praskóvia Saltikova el 1684. Després d'això, Rússia es va occidentalitzar d'acord amb les reformes de Pere el Gran i es va abandonar aquest mètode .